# Baloo (logiciel)
Pour les articles homonymes, voir Baloo (homonymie).
Baloo est un démon d'indexation et de recherche sur les fichiers (moteur de recherche de bureau) indépendant du système d'exploitation et de l'environnement graphique.

## Historique
Le développement a débuté lorsque Jos van den Oever a commencé à écrire les classes JStreams permettant de parcourir rapidement un fichier encapsulé dans un autre (un fichier dans une archive compressée par exemple). Cette classe fut jugée suffisamment rapide pour être incluse dans le moteur de recherche lucene mais, lorsqu'il désira l'inclure dans kat, le projet semblait dans une mauvaise passe et la dernière version posait problème. Plutôt que d'abandonner, Jos van den Oever commença l'écriture de son propre logiciel, Strigi. Il a été depuis rejoint par Flavio Castelli.

## Présentation
Strigi se veut rapide, économe en mémoire et extensible par l'utilisation de plug-ins. Bien qu'il fût à l'origine conçu pour utiliser lucene en backend, il peut également être couplé avec hyperestraier. SQLite 3 et xapian seront également utilisable dans l'avenir.
Un benchmark de janvier 2007 a montré que Strigi consommait moins de mémoire et était plus rapide que d'autres clients. Il lui manque cependant certaines options disponibles sur les autres moteurs testés.
Comme la plupart des logiciels de recherche, Strigi peut extraire des informations des fichiers telles la durée d'un fichier audio, le contenu d'un fichier texte ou la résolution d'une image. Les plugins permettent d'ajouter de nouveaux types de fichiers qu'il sera capable de manipuler.
Strigi est accessible depuis kicker, alt+f2, Dolphin pour KDE4 ou le panel Gnome mais peut également être intégré directement à Konqueror. Une interface graphique, Strigiclient, est également disponible.

## Caractéristiques
- Strigi calcule pour chaque fichier indexé une empreinte SHA-1 pour faciliter et accélérer la recherche des doublons ;
- Strigi peut lire et indexer le contenu des fichiers texte, mais également celui des fichiers PDF, MP3, les paquets Deb et RPM ainsi que les fichiers Open Document ;
- La communication entre le démon et le logiciel de recherche se fait en utilisant D-Bus et des sockets ;
- Supporte le langage Xesam ;
- Strigi peut, bien que cela soit encore expérimental, utiliser inotify et suivre les modifications du système de fichiers[1] ;
- L'indexation sera automatiquement stoppée si l'espace disque devient trop faible ou, lorsqu'il est utilisé sur un portable fonctionnant sur batteries

## Système d'exploitation et environnement graphique
Strigi et Nepomuk fonctionnent ensemble pour créer la « recherche sémantique » de KDE4. NEPOMUK permet d'ajouter à chaque fichier des métadonnées qui seront par la suite utilisées par Strigi pour une indexation et une recherche plus précise. Ses développeurs pensent également ajouter le support de Sonnet pour permettre aux utilisateurs la recherche de fichiers écrits dans une langue donnée.
Strigi dispose également d'une applet, Deskbar, pour GNOME.